# Курівці-Тернопільські
Ку́рівці-Терно́пільські — пасажирський залізничний зупинний пункт Тернопільської дирекції Львівської залізниці.
Розташований у селі Курівці, Тернопільський район Тернопільської області на лінії Тернопіль — Львів між станціями Глибочок-Великий (4 км) та Озерна (12 км).
Станом на травень 2019 року щодня п'ять пар електропотягів прямують за напрямком Львів — Тернопіль-Пасажирський.